# Mladen Lacković
Mladen Lacković (1943. — 2020.), hrvatski radijski i televizijski novinar i urednik i državni dužnosnik

## Životopis
Diplomirao na Pravnom fakultetu u Zagrebu Od 1965. na RZ-u. Novinar i urednik vijesti 1965–81, urednik deska 1981–85, Informativno-političkoga programa 1985–90, a 1991–93. zamjenik urednika Informativnoga programa HTV-a i urednik TV Dnevnika. Tijekom Domovinskoga rata uređivao sve dnevne informativne emisije i posebne projekte te komentirao aktualna događanja. Dobitnik Srebrne (1976) i Zlatne plakete (1978) za radijske emisije Dnevne novosti i Dnevnik na Tjednu radija u Ohridu. Nakon odlaska s HTV-a dužnosnik u Ministarstvu unutarnjih poslova i Uredu za nacionalnu sigurnost RH.